# Präsumtiv
Der Präsumtiv ist eine Unterkategorie des Modus des Verbs. Mit seiner Hilfe kann eine Vermutung ausgedrückt werden.
Im Rumänischen kommt er in zwei Tempus vor, im Präsens und im Perfekt. Im Präsens wird er mit einem Hilfsverb, a fi (sein) und dem Gerundium gebildet. Das Hilfsverb kann zwei Formen haben: 
| voi/oi vei/ăi va/o vom/om veți/ăți vor/or | fi cântând |

Im Perfekt hat er keine besondere Form, sie gleicht der im Futur II. Er wird mit dem Hilfsverb, a fi (sein) und dem Partizip gebildet: 
| voi/oi vei/ăi va/o vom/om veți/ăți vor/or | fi cântat |